# アカヒゲ
アカヒゲ（赤髭、Larvivora komadori）は、鳥綱スズメ目ヒタキ科Larvivora属に分類される鳥類。南西諸島に分布し、長らく３亜種とされていたが、近年、沖縄諸島の個体群がホントウアカヒゲとして独立種とされた（後述）。ここではホントウアカヒゲについてもあわせて記述する。

## 分布
アカヒゲは男女群島から奄美群島までで繁殖、冬季には少数が八重山諸島に渡るとされる。ホントウアカヒゲは、現在はほぼ沖縄島北部にのみ分布。
慶良間諸島でも2例の確認例があるが、亜種は不明とされる。

## 分類
種小名komadoriは、本種とコマドリを取り違えて記載されたと考えられている。和名は「赤い毛」が取り違えられたことが由来とされる。
コマドリと近縁で、本種とコマドリとはミトコンドリアDNAの分子系統推定ではコルリやシマゴマなどに近縁という解析結果が得られている。以前は旧コマドリ属Erithacus（現ヨーロッパコマドリ属）に分類されていた。改訂日本産鳥類目録 第7版などではノゴマ属Lusciniaに分類されている。2019年現在IOC World Bird Listなどでは、コマドリ・コルリ・シマゴマなどとLarvivora属を構成する説を採用している。
関（2009）では、種アカヒゲは形態・ミトコンドリアDNAの分子系統学的解析から大きく基亜種と亜種ホントウアカヒゲの2つの系統に分かれるとされ、系統地理学的解析から更新世中期に琉球諸島で分岐したと推定している。後に北部の系統群が渡りを行うようになったか（現在のアカヒゲ）、南部の系統群が渡りを行わなくなった（現在のホントウアカヒゲ）と推定されている。男女群島の個体群は他の個体群と比べて隔離分布しているものの、形態とミトコンドリアDNAの分子系統学的解析共に基亜種に含まれ遺伝的距離も小さいとされる。
以下の分類は、日本鳥類目録 改訂第8版に従う。後述のようにBirdLife Internationalおよびそれに従っているIUCNレッドリストでは、既に2017年から独立種として扱っている。
Larvivora komadori (Temminck, 1835) アカヒゲ
奄美大島、徳之島、男女群島、トカラ列島で繁殖する（留鳥または夏鳥）。冬季になると先島諸島へ移動する（冬鳥）。奄美大島や徳之島では周年生息する個体もいる（留鳥）。夏季から秋季にかけて大隅半島や大隅諸島でも見られ、大隅諸島（屋久島）では繁殖期に記録があるが確実な繁殖例はない。
全長14センチメートル。上面の羽衣や翼は赤褐色。体下面の羽衣は白い。
額の黒色斑が大型。オスは顔から胸部にかけて黒い。オスの体側面に黒色斑が入る。メスは体側面の羽毛の外縁（羽縁）が灰色で、鱗状の斑紋に見える。
Larvivora namiyei (Stejneger, 1887) ホントウアカヒゲ
日本（沖縄島北部）固有種。和名は沖縄島（沖縄本島）に分布することに由来する。
全長14センチメートル。アカヒゲと比較すると翼の先端が丸みをおびる。上面や翼は橙褐色。体下面は灰色。
額の黒色斑が小型。オスは顔から胸部にかけて黒い。オスの体側面に黒色斑が入らない。
以下の亜種を認める説もあるが、採集例が1例しかないこと・繁殖地が不明なこと、八重山列島で基亜種が越冬していること、基亜種と形態の差異がほとんどないことから、かねてより亜種の有効性を疑問視する説もあり。1989年には以下の亜種を、基亜種のシノニムとする説も提唱され、日本鳥類目録 改訂第8版で採用された。
Larvivora komadori subrufus (Kuroda, 1923) ウスアカヒゲ
日本（与那国島）の固有亜種とされていた。先島諸島に分布していたとする説もあるが、確実な根拠はない。
上面の羽衣や翼は明赤褐色。亜種小名subrufusは「やや赤い」の意。
額の黒色斑が大型。
1921年10月に与那国島でオス1羽が採集されたのみ。

## 生態
常緑広葉樹林に生息するが、二次林にも生息する。トカラ列島の個体群はリュウキュウチク林に生息することもある。
ゴキブリ目・総尾目・半翅目などの昆虫、クモ、ムカデ類・ヤスデ類といった多足類、ミミズなどを雛に給餌した例がある。捕獲した成鳥の口角に果汁が付着している例もあることから、果実も食べると考えられている。
アカヒゲは樹上や樹洞・木の割れ目などの様々な場所に、枯葉や蔓・樹皮などを組み合わせたお椀状の巣をつくる。ホントウアカヒゲは樹洞やヘゴなどの枯れ木・木の根元・倒木などに、枯葉などを組み合わせたお椀状の巣を作る。アカヒゲ、ホントウアカヒゲ共に巣箱や民家などの人為的な環境にも営巣する。アカヒゲは1〜5個（主に4個）の卵を産む。ホントウアカヒゲは主に2〜5個（主に4個）の卵を産む。

## 人間との関係
ホントウアカヒゲ及びウスアカヒゲを含む種アカヒゲとして、1970年に国の天然記念物に指定され、1993年には、種の保存法施行に伴い国内希少野生動植物種に指定されている。
環境省のレッドリストでは種アカヒゲの亜種として下記のように評価している。IUCNレッドリストでは既にアカヒゲとホントウアカヒゲをそれぞれ独立種として分類・評価している。
L. k. komadori アカヒゲ
ネコや、国内外来種のニホンイタチ（トカラ列島や沖永良部島）の捕食などによる生息数の減少や、森林伐採や開発・人為的に移入されたヤギによる生息地の破壊が懸念されている。
NEAR THREATENED (IUCN Red List Ver. 3.1 (2001))

絶滅危惧II類 (VU)（環境省レッドリスト）
L. k. namiyei ホントウアカヒゲ
外来種フイリマングースやノイヌ・ノネコの捕食による生息数の減少、森林伐採や開発による生息地の破壊が懸念されている。フイリマングースの分布拡大に伴い、沖縄島中部ではほとんど繁殖が確認されなくなった。1980年における生息数は囀りや生息地の面積から沖縄島北部に25,900 - 36,000羽、沖縄島中部に2,000 - 3,450羽と推定されているが、過大評価とする説もある。
NEAR THREATENED (IUCN Red List Ver. 3.1 (2001))

絶滅危惧IB類 (EN)（環境省レッドリスト）
L. k. subrufus ウスアカヒゲ
絶滅（環境省レッドリスト）

## 画像

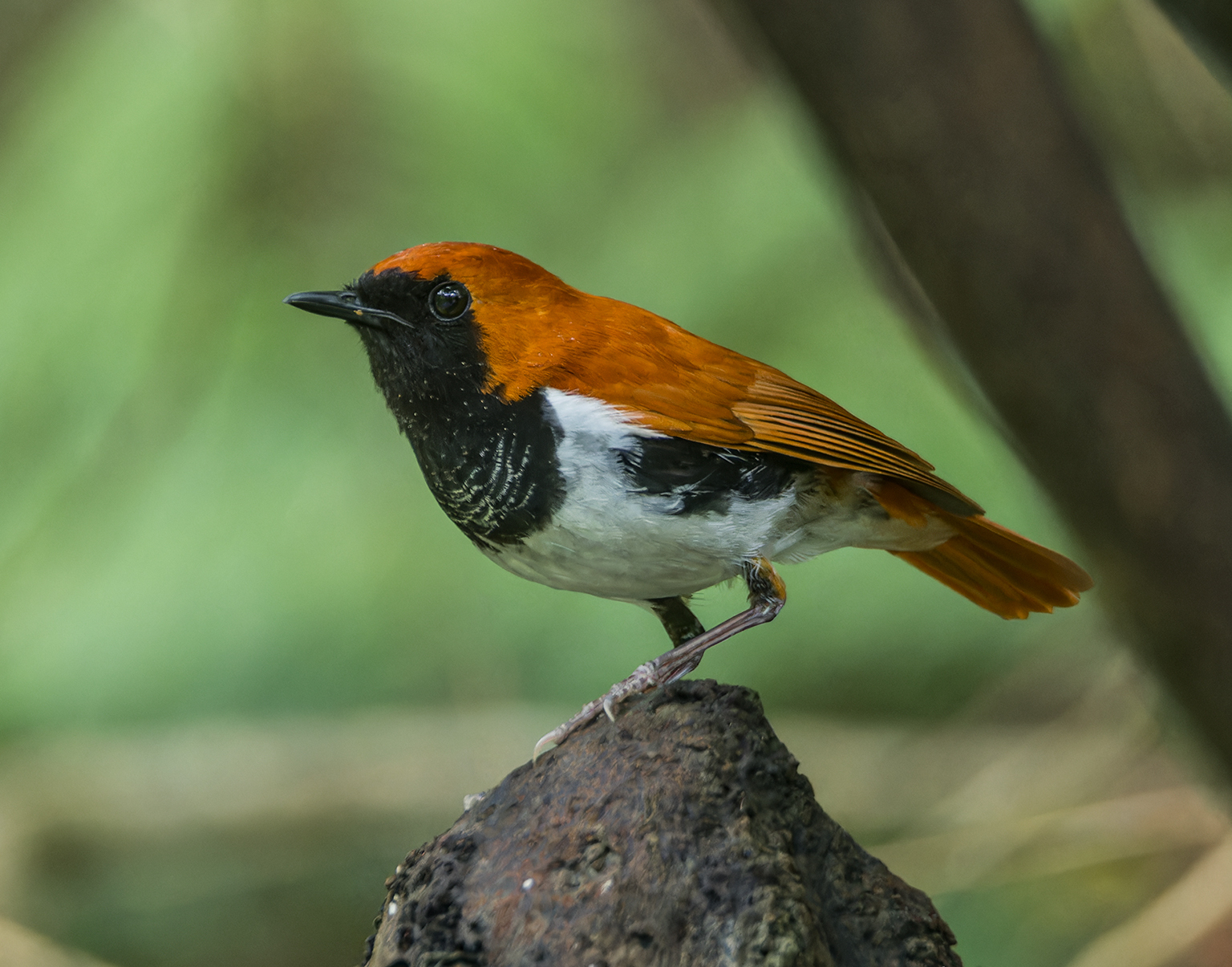
アカヒゲ（オス） L. komadori
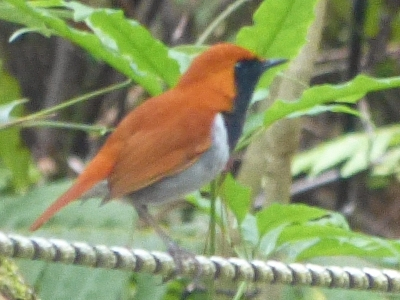
ホントウアカヒゲ（オス） L. namiyei
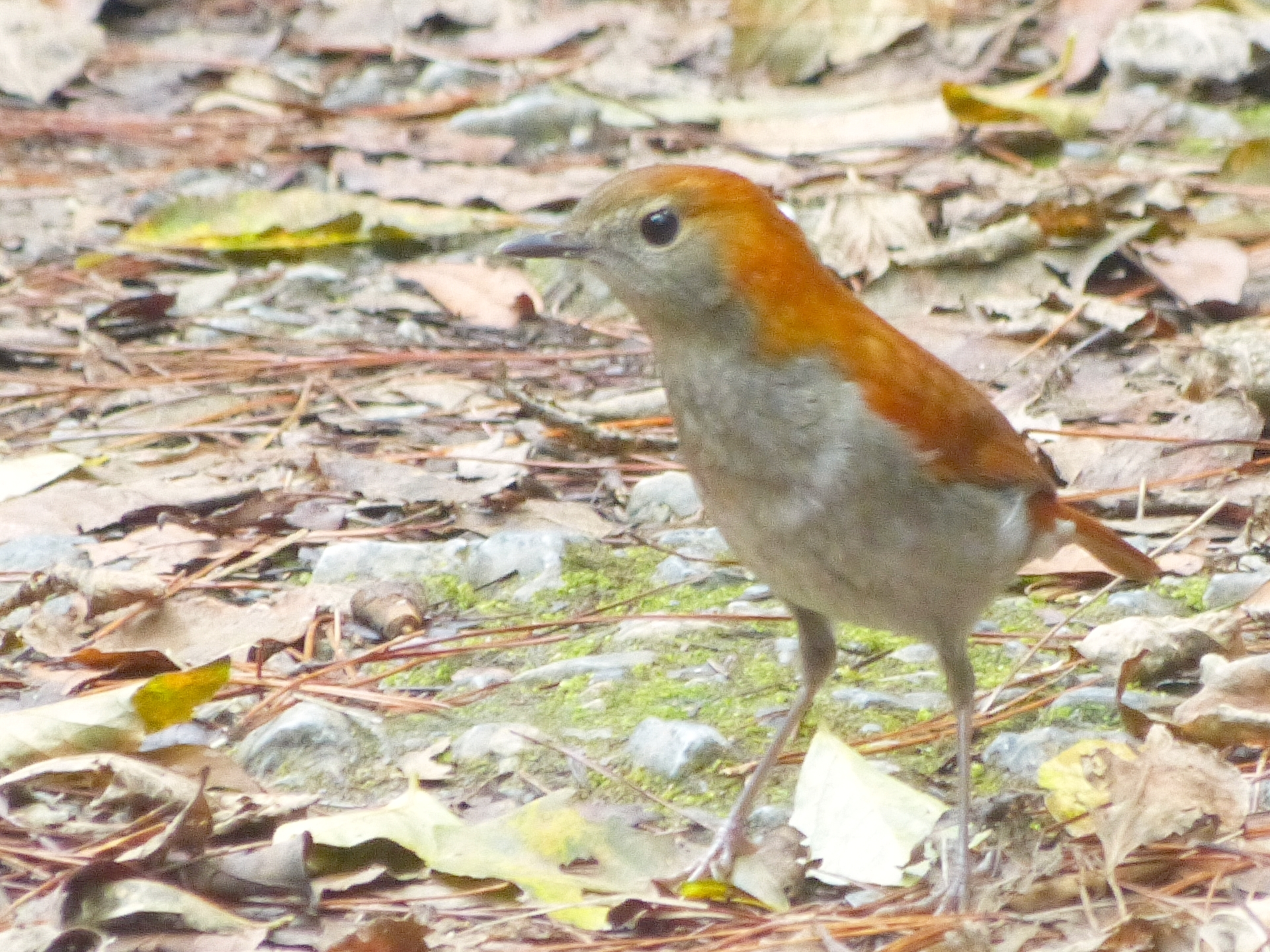
ホントウアカヒゲ（メス） L. namiyei